# Haukur Hauksson
Haukur Heiðar Hauksson (Akureyri, 1º settembre 1991) è un calciatore islandese, difensore del KA Akureyri.

## Carriera

### Club
Hauksson è cresciuto nel KA di Akureyri, la sua città natale situata nella parte settentrionale dell'isola. Nel 2007 ha svolto un provino con gli inglesi del Blackburn, ma non è riuscito a ottenere un contratto.
Con il KA ha debuttato in prima squadra a 16 anni, il 24 febbraio 2008 in Coppa d'Islanda contro il Fram. Nel corso dello stesso anno, con la squadra impegnata nella seconda serie nazionale, si è ritagliato un posto da titolare nel ruolo naturale di terzino destro. Il 7 agosto 2009, contro il Fjarðabyggð, ha segnato la sua prima rete in un campionato senior. A fine stagione viene nominato miglior giocatore della squadra e firma un rinnovo contrattuale fino al 2012.
Nel 2011 ha ereditato la fascia di capitano del KA nonostante la giovane età. Viene inoltre nominato miglior giocatore della squadra per la seconda volta.
Nel 2012 arriva nella massima serie islandese con l'acquisto da parte del KR, formazione della capitale Reykjavík. Ad aprile vince la Coppa d'Islanda, mentre in campionato gioca spesso dal primo minuto ma è costretto a saltare le ultime cinque giornate per un infortunio al ginocchio. Sempre per alcuni problemi fisici ha dovuto saltare le prime cinque partite della Úrvalsdeild 2013, conclusa con il trionfo della sua squadra. Il suo ultimo anno in bianconero è il 2014: a fine stagione viene nominato miglior giocatore della squadra insieme all'inglese Gary Martin.
Hauksson approda in Svezia a partire dal campionato 2015, acquistato dall'AIK: è il terzo islandese di sempre a far parte del club (Hörður Hilmarsson e Helgi Daníelsson i predecessori). Durante la sua prima stagione svedese ha collezionato 23 presenze in campionato, tutte da titolare. Nel maggio del 2016 il tecnico Andreas Alm viene esonerato, e sotto la guida del nuovo allenatore Rikard Norling il difensore islandese perde progressivamente spazio, fino ad arrivare alle sole 4 presenze ottenute nel corso dell'Allsvenskan 2018, conclusa con la vittoria del titolo nazionale da parte dell'AIK. Il suo contratto, in scadenza il 31 dicembre 2018, non viene rinnovato di comune accordo.
Il giocatore ha fatto così ritorno in Islanda per ripartire dal KA, suo vecchio club nonché squadra della sua città.

### Nazionale
Il 19 gennaio 2015 ha esordito con la Nazionale islandese maggiore, partendo titolare nell'amichevole contro il Canada. Un anno dopo, Hauksson figura tra i 23 convocati della selezione islandese per gli Europei 2016 in Francia. Dopo la manifestazione continentale, tuttavia, non è stato più convocato anche a causa dell'utilizzo via via ridottosi con l'AIK.

## Palmarès

### Club

#### Competizioni nazionali
- Campionato islandese: 1

KR Reykjavík: 2013
- Coppa d'Islanda: 2

KR Reykjvaik: 2012, 2014
- Coppa di Lega islandese: 1

KR Reykjavík: 2012
- Supercoppa d'Islanda: 1

KR Reykjavík: 2012
- Campionato svedese: 1

AIK: 2018